# Hustad (Nordland)
Pour les articles homonymes, voir Hustad.
Hustad est une localité du comté de Nordland, en Norvège.

## Géographie
Administrativement, Hustad fait partie de la kommune de Gildeskål.